# Ptochophyle volutaria
Ptochophyle volutaria är en fjärilsart som beskrevs av Swinhoe 1886. Ptochophyle volutaria ingår i släktet Ptochophyle och familjen mätare. Inga underarter finns listade.